# PAZ-672

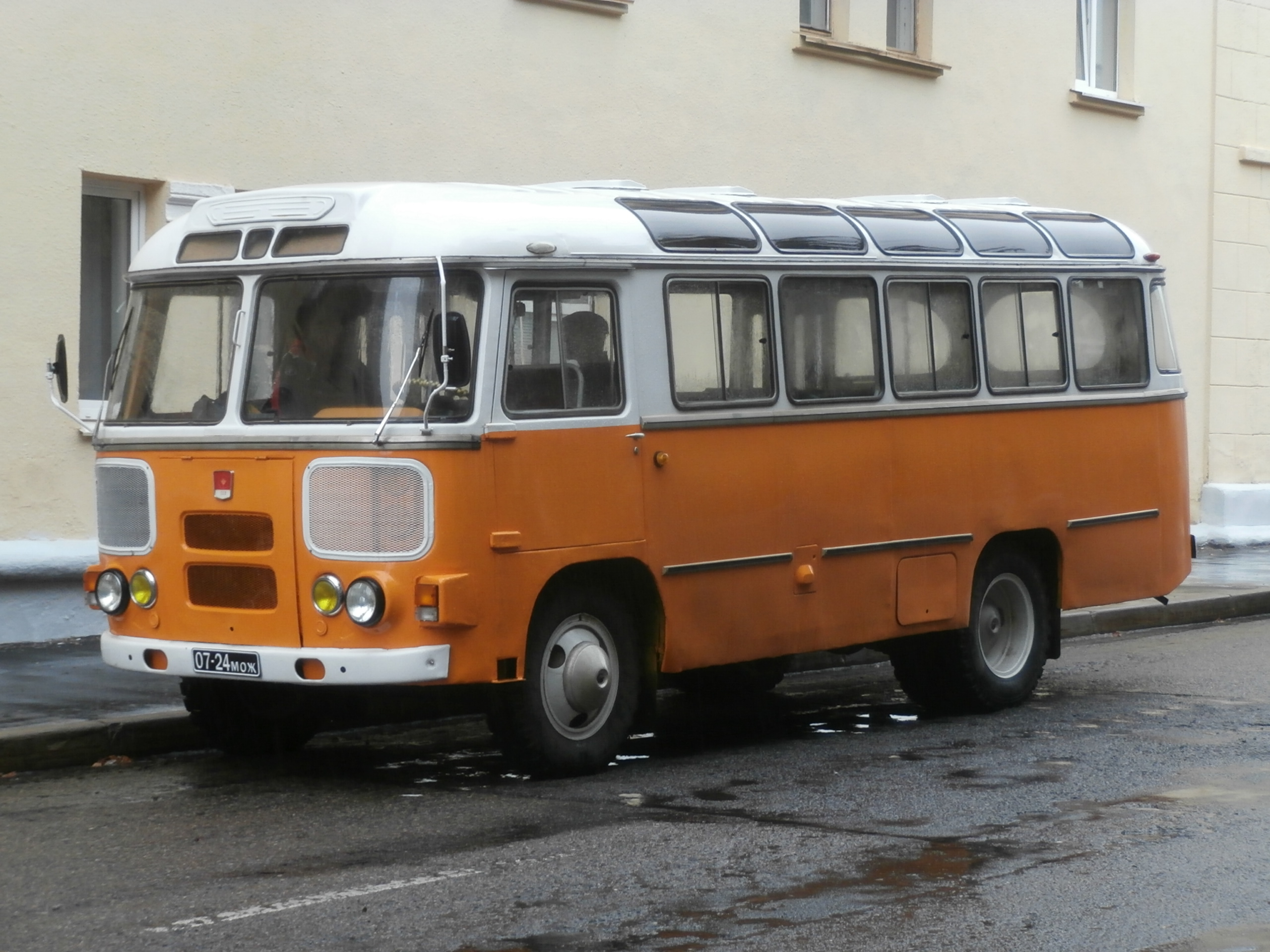
PAZ-672 v Minsku

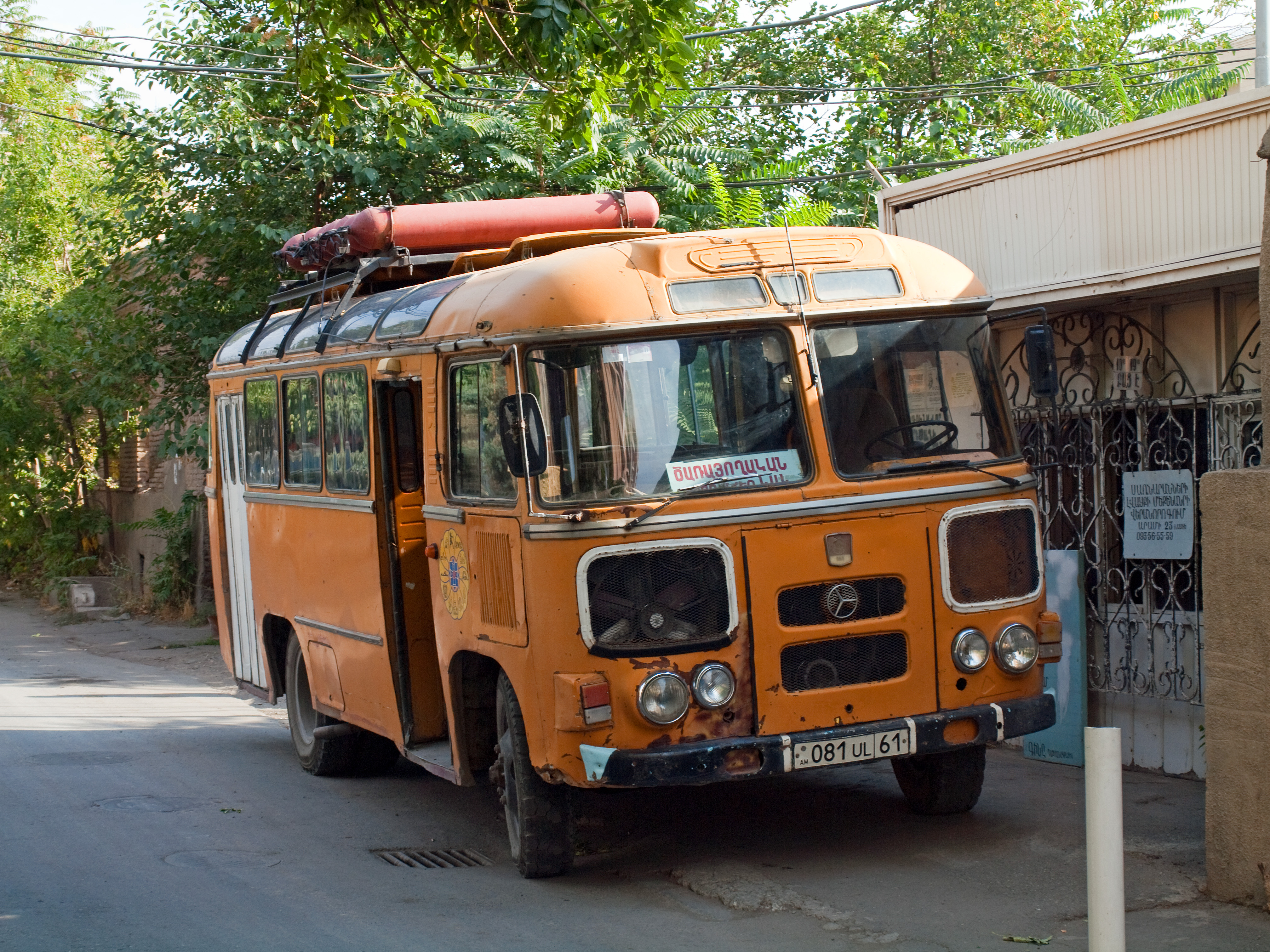
PAZ-672 s plynovým pohonem v Jerevanu

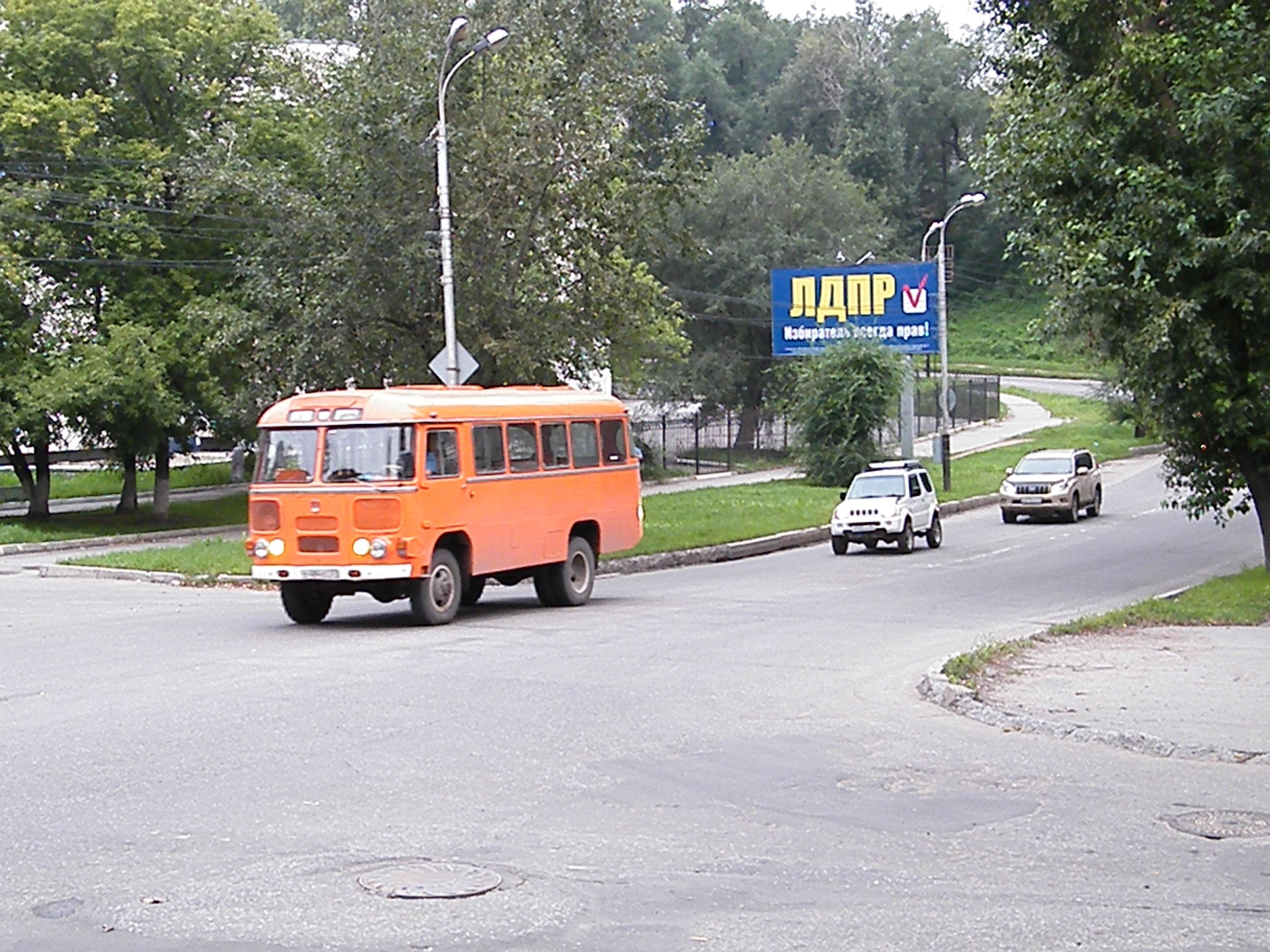
PAZ-3201 – plněpohonná verze původního PAZ-672

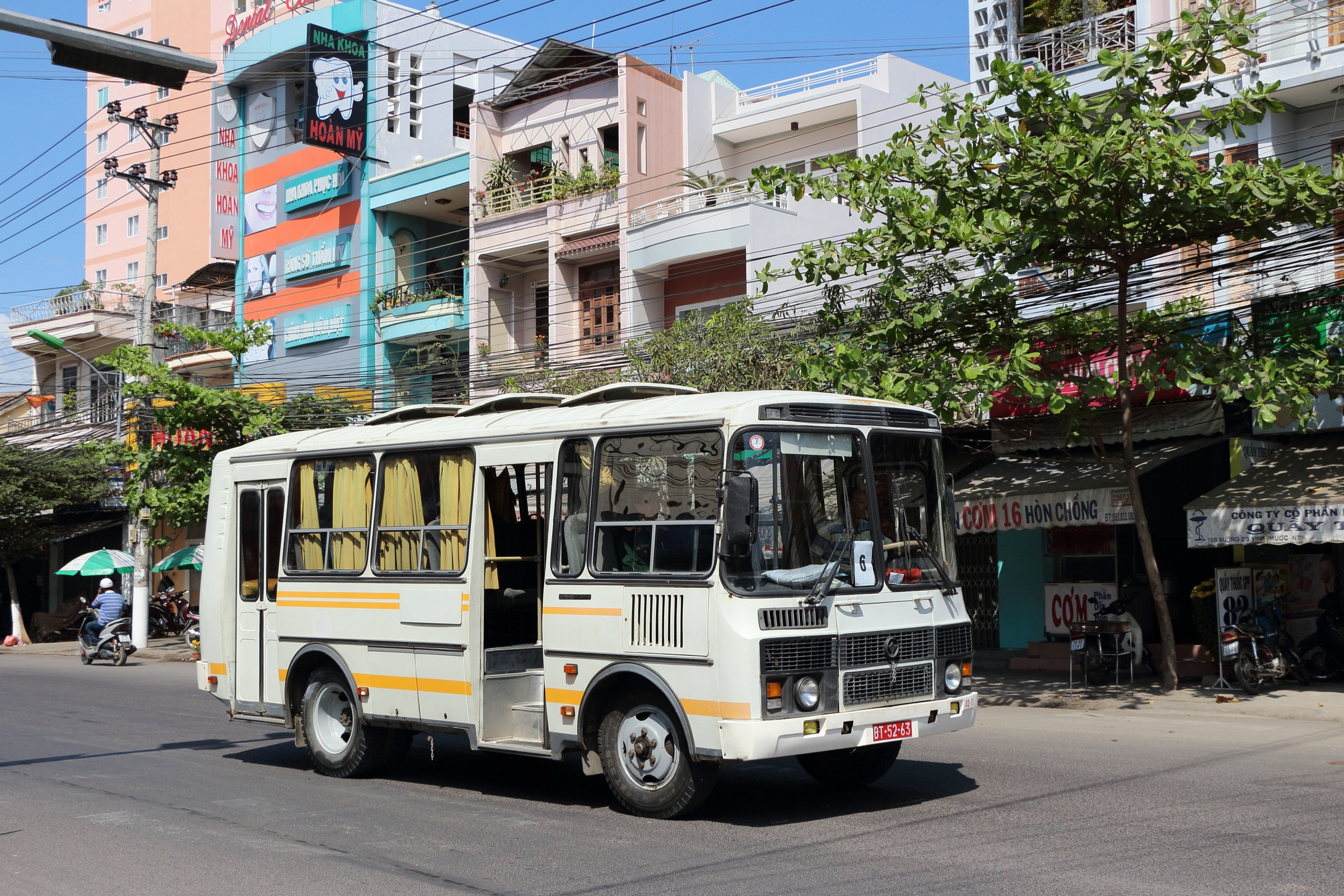
PAZ-3205 – následující typ (ve Vietnamu)

PAZ-672 byl sovětský autobus s malou obsaditelností. V Česku by byl takový autobus označen nejspíše jako midibus. Výrobcem byl Pavlovský autobusový závod (rusky Павловский автобусный завод ), kde byl vyráběn mezi roky 1967 až 1989. Předchůdcem byl typ PAZ-652, nástupcem typ PAZ-3205. Autobusy tohoto typu byly určeny pro provoz ve venkovských a příměstských oblastech s malou poptávkou. Přesto byly provozovány i ve městech jako maršrutky nebo služební autobusy různých podniků.

## Historie
Příprava autobusu PAZ-672 začala v roce 1957. Konstrukce vycházela ze zkušeností s typem PAZ-652B. Autobus poháněl osmiválcový vidlicový zážehový motor. Motor, řízení s posilovačem i podvozkové skupiny byly použity z nákladního automobilu GAZ-53. Souběžně byl připravován i osobní autobusový přívěs označený PAZ-750, který se ale nevyráběl.
Projekt autobusu byl hotov koncem roku 1958. První prototyp byl hotový v listopadu 1959. Ten se velice podobal předchozímu typu PAZ-652. Během dalšího vývoje byly do konstrukce zapracovány zkušenosti z provozu typu PAZ-652 i změny na nákladních automobilech GAZ-52 a GAZ-53. V prosinci 1960 byl dokončen další prototyp PAZ-672. Základní řešení karoserie bylo odvozeno od PAZ-652B, brzdová soustava byla změněna na dvouokruhovou. V letech 1961 a 1963 byly postaveny tři prototypy. Po úspěšném zvládnutí státních zkoušek byl autobus koncem roku 1963 doporučen do sériové výroby.
V roce 1964 byla úplně přepracována kostra karoserie kvůli snížení hmotnosti. Byla zvětšena boční okna. Vzorek autobusu byl dokončen k prvomájovým oslavám. Do konce roku 1964 bylo naplánováno vyrobit 500 kusů. Příprava výroby se ale protáhla, v roce 1965 ani v roce 1966 se nepodařilo zahájit výrobu. První sériové vozy se objevily teprve v roce 1967. Během příprav byly zkonstruovány další nové modifikace vozidla. Dohromady vzniklo asi dvacet vzorků. V červenci 1966 pět autobusů absolvovalo zkušební jízdu na trase Pavlovo – Jerevan – Pavlovo.
První dvě karoserie sériových PAZ-672 byly v montážním oddělení číslo 2 svařeny 25. října 1967. Za měsíc už vznikly v montážním oddělení číslo 1 další čtyři autobusy. Celkem se do konce roku 1967 podařilo smontovat pouhých deset vozů. V listopadu 1968 ale byla ukončena výroba předchozího typu PAZ-652B a závod kompletně přešel na výrobu typu PAZ-672.
V prosinci 1969 bylo rozhodnuto autobus modernizovat. Byla prodloužena životnost motoru, zlepšena spolehlivost hydraulického posilovače řízení i brzd, lépe utěsněna karoserie. Změny byly zaváděny průběžně, ale v označení autobusu se to neprojevilo. V literatuře se běžně uvádí, že autobus modernizovaný na počátku sedmdesátých let 20. století měl označení PAZ-672B, ale ve skutečnosti takto označená modifikace neexistovala. Od roku 1975 byl proběh do generální opravy prodloužen na 320 tisíc km a od roku 1979 dokonce na 330 tisíc km. V roce 1980 byl na polygonu NAMI odzkoušen modernizovaný autobus PAZ-672M, který měl lhůtu do generálky 350 tisíc km. Výroba této modifikace začala v prosinci 1982. Do konce roku 1989 bylo vyrobeno 90 645 exemplářů. Od roku 1978 se montovalo odlišné venkovní osvětlení, vyhovující mezinárodním předpisům (nové přední ukazatele směru a obrysová světla, zadní sdružené svítilny hranatého tvaru).
Výroba autobusu PAZ-682M byla ukončena v listopadu 1989. Ve výrobě byl nahrazen modernějším provedením PAZ-3205. Dohromady bylo vyrobeno 190 150 autobusů PAZ-672 a se započítáním všech modifikací 288 688.

## Technická data
- Délka: 7 150 mm
- Šířka: 2 440 mm
- Výška: 2 952 mm
- Rozvor: 3 600 mm
- Světlá výška nad vozovkou: 280 mm
- Pohotovostní hmotnost: 4 535 kg
- Celková hmotnost: 7 825 kg
- Míst k sezení: 23
- Celková obsaditelnost: 45
- Nejvyšší rychlost: 80 km/h
- Spotřeba 20,5 l/100 km
- Motor: ZMZ-672, benzínový, vidlicový, čtyřtaktní, osmiválec, objem 4,25 l, výkon 85 kW
- Spojka: jednokotoučová, suchá s hydraulickým ovládáním
- Převodovka: manuální, čtyřstupňová
- Pneumatiky: 8,25-20

## Modifikace
- PAZ-672 (1967 – 1982) – základní sériové provedení
- PAZ-672A – vyhlídkový autobus s odlehčenou střechou, bez bočních oken
- PAZ-672V (1970) – samostatný podvozek, pouze rám s motorem, převodovkou, řízením
- PAZ-672VJU (1979 –1989) – podvozek v tropickém provedení; dodával se na Kubu, kde byl využíván k montáži autobusů značky Giron; vzniklo 21 100 podvozků
- PAZ-672G (1983 – 1986) – horský; lišil se dvěma palivovými nádržemi po 105 l, bezpečnostními pásy na každém sedadle, hydraulickým posilovačem řízení, zesílenými brzdami; neměl zadní dveře pro cestující a chyběla okna v ohybu mezi střechou a bočními stěnami; celkem bylo vyrobeno 575 vozů
- PAZ-672D (1972) – prototyp se vznětovým motorem; vznikly dva prototypy
- PAZ-672Ž (1985 – 1989) – s plynovým pohonem; zkonstruován ve spolupráci s Rjazaňským závodem plynových zařízení; byl k poznání podle tlakových nádrží vzadu na střeše; některé opravárenské závody prováděly přestavbu na plynový pohon v rámci oprav
- PAZ-672M (1982 – 1989) – modernizovaná verze; část vozů měla pouze jedny dveře pro cestující, to umožnilo přidat dvě sedadla pro cestující
- PAZ-672S (1969 – 1989) – severské provedení; okna s dvojitým zasklením bez otevíratelných větracích okének; chyběla okna v ohybu mezi střechou a bočními stěnami; bylo instalováno dodatečné vytápění, výkonnější elektrický generátor a druhý akumulátor
- PAZ-672T (1975) – turistický; měl bouchací dveře; pohodlnější a nastavitelné sedáky, odlišné pérování; vyráběl se v malých sériích
- PAZ-672TL (1978 – 1979) – mobilní laboratoř pro komplexní kontrolu sportovců složená ze dvou vozidel; celkem vzniklo deset souprav
- PAZ-672U (1969 – 1981) – exportní verze; dodával se do evropských zemí RVHP a do Mongolska
- PAZ-672UM (1981 – 1989) – modernizovaná exportní verze
- PAZ-672JU (1970 – 1989) – exportní tropická verze; byly použity korozivzdorné materiály včetně odlišných plastů, chyběla okna v ohybu mezi střechou a bočními stěnami, měl dodatečnou palivovou nádrž; dodávky šly do Afriky, Jihovýchodní Asie a na Kubu
- PAZ-3201 (1972 – 1982) – plněpohonný autobus; neměl zadní dveře; proto byl počet sedadel zvýšen na 26; byl určen pro provoz v oblastech bez silnic
- PAZ-320101 (1982 – 1989) – modernizovaný plněpohonný autobus
- PAZ-320107 (od roku 1975) – podvozek v tropickém provedení
- PAZ-3201S (1973 – 1989) – severské provedení
- PAZ-3742 (1977 – 1989) – chladírenský pro transport potravin určených k rychlé spotřebě; v Pavlovsku bylo vyrobeno 806 vozů; od roku 1978 byl do výroby zapojen Bakuský závod speciálních automobilů, kam byla výroba kompletně předána od roku 1980
- PAZ-37421 (1977 – 1989) – izotermický furgon; na rozdíl od PAZ-3742 neměl vestavěný chladicí agregát; v Pavlovsku bylo vyrobeno 254 furgonů; od roku 1980 byl vyráběn v Baku
- PAZ-3916 (1978 – 1979) – televizní přenosový vůz; vyrobeno společně s Kirovogradským závodem radiotechnických zařízení; vzniklo 22 kusů